# Liriomyza melantherae
Liriomyza melantherae este o specie de muște din genul Liriomyza, familia Agromyzidae, descrisă de Spencer în anul 1959. Conform Catalogue of Life specia Liriomyza melantherae nu are subspecii cunoscute.